# آندریا موساکو
آندریا موساکو (انگلیسی: Andrea Musacco؛ زادهٔ ۲۳ مارس ۱۹۸۲) بازیکن فوتبال اهل ایتالیا است.
از باشگاه‌هایی که در آن بازی کرده‌است می‌توان به باشگاه فوتبال فروزینونه و باشگاه فوتبال آ.اس. رم اشاره کرد.